# 刘钧 (围棋)
刘钧（1975年6月—2004年3月16日），上海人，中国围棋棋手。
刘钧4岁时父亲因心脏病发作而去世，为邻居抚养长大。1982年开始学习围棋，1989年入段成为职业棋手，1991年升为三段。1992年因被查出患有先天心脏病而被迫离开职业棋界，后就职于上海邮电大厦，成为业余棋手。
1996年，刘钧夺得晚报杯全国业余围棋锦标赛冠军，获得代表中国参加世界业余围棋锦标赛的资格，并接连夺得第18届和第19届世界业余围棋锦标赛冠军，被日本棋院授予业余8段段位。
刘钧曾在1997年以业余棋手身份参加中国新人王战，连续击败常昊、邱峻等人，夺得冠军。他还曾在1996年三星杯预选赛中击败三位韩国一流职业棋手，打入本赛。
2004年3月16日，刘钧在家中因为心脏病突发逝世。